# Siriu
Siriu is een Roemeense gemeente in het district Buzău.
Siriu telt 3153 inwoners.